# سرالصلوة
سر الصلاة با نام کامل «سر الصلاة معراج السالکین و صلاة العارفین» کتابی است عرفانی نوشته روح‌الله خمینی پیرامون حقیقت نماز در عرفان اسلامی. این کتاب در ۱۹ خرداد ۱۳۱۸ به اتمام رسیده و در ۲۶ فصل منتشر شده‌است.
چاپ جدید این کتاب مشتمل بر مقدمه آیت‌الله جوادی آملی، وصیتنامه‌ای اخلاقی از خمینی خطاب به فرزندش سید احمد، متن اصلی کتاب سرالصلوه، فهرست‌های راهنما و تصویر کامل دستخط نسخه اصل کتاب است.

## موضوع
به گفته فرامرز حاج‌منوچهری موضوع این کتاب «شرح برخی از مقامات روحی اولیای خدا در سلوک روحانی و معراج ایمانی نماز است». در این کتاب نویسنده به بیان چگونگی نماز، حضور قلب، طهارت با آب و خاک، مکان و لباس و بدن نمازگزار، وقت نماز، سرّ استقبال کعبه و اسرار واجبات نماز - به زبان اهل عرفان - پرداخته‌است. به عقیده حاج‌منوچهری اصل سخن خمینی در این اثر، «بیان اسرار اذکار افعال و مقارنات نماز است، چنان‌که نزد عارفان و واصلان محقق می‌گردد. مؤلف در این اثر به تفاوتِ میان نمازهای کسان مختلف نیز پرداخته، و نماز اهل ایمان و اهل باطن، اصحاب حقیقت و اصحاب سرّ، اصحاب قلوب و اصحاب جذب، و اصحاب ولایت و ارباب صحو بعد المحو را در لایه‌ها و سطوح مختلف بیان داشته‌است.»

## چاپ‌ها
کتاب برای اولین بار در جلد اول «یادنامه شهید مطهری»، در سال ۱۳۶۰ با اجازه و اهدای خودش در ۷۱ صفحه از سوی انتشارات آموزش انقلاب اسلامی به چاپ رسید. سپس تحت عنوان «اسرار نماز یا معراج السالکین و صلاة العارفین» در ۱۲۰ صفحه بدون ذکر خصوصیات چاپ شد و برای سومین بار تحت عنوان «سرّالصلاة یا صلاة العارفین و معراج السالکین» در ۱۸۴ صفحه با ترجمه آیات و روایات و تصحیح و مقدمه سید احمد فهری از سوی انتشارات پیام آزادی منتشر شد. برای مرتبه چهارم نیز همراه با ترجمه آیات و روایات و شرح مطالب در ۳۰۷ صفحه از سوی سید احمد فهری تنظیم و توسط انتشارات نهضت زنان مسلمان چاپ و منتشر شد.

## سرفصل‌ها
سرفصل‌های این کتاب شامل این عنوان‌ها می‌باشد:
1. اسرار اذان و اقامه
2. فرق بین سالک و واصل
3. حضور قلب و مراتب و مقدمات آن
4. طهارت و سر آن
5. معنای عرفانی وضوء فلسفه ستر عورت
6. ازاله نجاست از ثوبت و بدن
7. وقت و مکان مصلی
8. سر استقبال به کعبه
9. پاره ای از اسرار قیام
10. نیت
11. تکبیر
12. قرائت
13. استعاده
14. تفسیر سوره حمد و توحید و گوشه‌ای از اسرار رکوع و سجود
15. تشهد و سلام و در آخر اشاره ای به تکبیرهای پایانی نماز.

## بخشی از وصیت نامه خمینی در کتاب
وی در سال ۱۳۶۳ ضمن اهدای یک جلد از آن می‌نویسد: «.... دخترم! هر چند در تو به حمد اللَّه لطافت روحی یافتم که امید آن است که هدایت اللَّه شامل حالت شود و با عنایت او- جلّ و علا- از چاه عمیق طبیعت خلاص شوی و به صراط مستقیم انسانیت راه‌یابی، لکن از کید شیطان و نفس خطرناکتر از آن غافل مباش و به خدای بزرگ پناهنده شو انَّهُ رَحیمٌ بِعِبادِه.
دخترم! اگر از مطالعه این اوراق خدای نخواسته نتیجه حاصل نشود مگر خودنمایی و مجلس آرایی و سر توی سرها آوردن، بهتر است از مطالعه آن صرف نظر بلکه احتراز کنی که مبادا چون من گرفتار تأسف شوی؛ و اگر- ان شاء اللَّه- خود را مهیّا کنی که از مطالبی که از کتاب و سنّت و اخبار اهل بیت عصمت و افادات اهل معرفت اخذ شده‌است به جان استفاده کنی و استعداد و لطافت قریحه‌ای را که خداوند عطا فرموده به کار اندازی، بسم اللَّه! این گوی و این میدان.
امید است در این معراج انسانی و معجون رحمانی دل از غیر خالی کنی و با آب حیات، قلب را شستشو دهی و چهار تکبیر زده، خود را از خودی برهانی تا به دوست برسی وَ مَنْ یَخْرُجْ مِنْ بَیْتِهِ مُهاجِراً الَی اللَّهِ وَ رَسُولِهِ ثُمَّ یُدْرِکْهُ الْمَوْتُ فَقَدْ وَقَعَ اجْرُهُ عَلَی اللَّه.
بارالها! ما را مهاجر الی اللَّه و رسوله قرار ده و به فنا برسان…»

## شرح
سید احمد فهری زنجانی در ۳۰۷ صفحه شرحی بر این کتاب نگاشته‌است که انتشارات نهضت زنان مسلمان آن را چاپ و منتشر نموده‌است. کتاب مزبور در سال ۱۳۶۹ خورشیدی، به انضمام دست نوشته وی از این کتاب، تحت عنوان «سر الصلوة، معراج السالکین و صلوة العارفین» از سوی مؤسسه تنظیم و نشر آثار امام خمینی منتشر شد. عبدالله جوادی آملی نیز مقدمه‌ای را در ۱۸ صفحه بر این کتاب افزوده‌است.